# Château d'Urville
Pour les articles homonymes, voir Urville.
 (août 2016).
Si vous disposez d'ouvrages ou d'articles de référence ou si vous connaissez des sites web de qualité traitant du thème abordé ici, merci de compléter l'article en donnant les références utiles à sa vérifiabilité et en les liant à la section « Notes et références ».
Le château d'Urville est un château situé à Pont-à-Chaussy (commune de Courcelles-Chaussy) dans le département de la  Moselle. Il est surtout connu pour avoir été propriété de l'empereur allemand Guillaume II de 1890 à 1918. Classé depuis le 14 août 1926 parmi les sites et les monuments naturels de caractère artistique, le parc du château d'Urville devient propriété du ministère de l'Agriculture en 1948. Aujourd'hui, l'établissement public local d'enseignement agricole et du paysage comporte la ferme des Ménils (200 hectares) et ses locaux pédagogiques (25 hectares).

## Géographie
Il est situé sur la rive gauche de la Nied française, aux abords d'une antique voie romaine et de la très ancienne ferme des Mesnils.

## Histoire

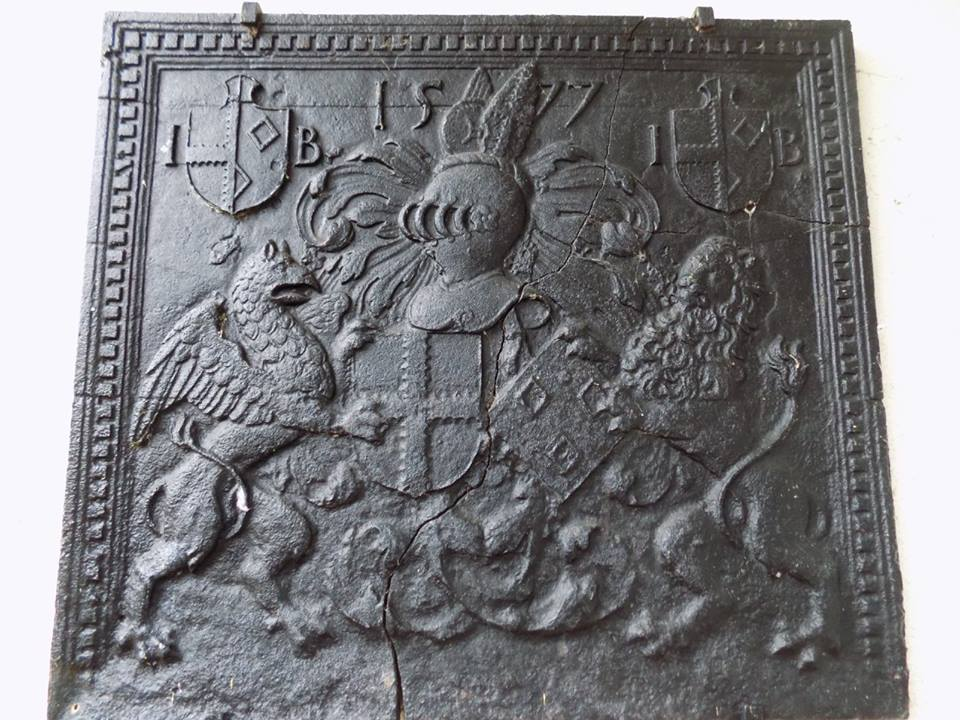
Taque de cheminée aux armes des Seigneurs de Raville

Au XIIe siècle, le site appartient aux comtes de Créhange et aux Seigneurs de Raville. Ces nobles familles s'étaient alliées par des mariages aux grandes maisons d'Europe et, des écussons dans une chambre du second étage rappellent ces unions. Ce château constitue alors un poste avancé, aux limites du pays messin et du duché de Lorraine.
Sa position frontière du pays messin lui vaut, en 1444, l'incursion d'un détachement de l'armée française alors en guerre contre la ville de Metz. Du premier château construit dès le XVe siècle, il ne reste aujourd'hui que deux témoins :
- un colombier construit sur arcades, muni de petites archères canonnières, sans doute vestige des premières fortifications d'origine féodale ;
- et la taque de cheminée moulée aux armes des seigneurs de Raville, toujours visible aujourd'hui, sur l'un des murs de l'actuel amphithéâtre.

Détruit en 1588 lors du passage des troupes catholiques du duc de Guise, Henri le Balafré, Urville est alors acquis et entièrement restauré à la fin du XVIe siècle par Nicolas Houillon, bourgeois de Metz. La famille Houillon demeura à Urville jusqu'en 1680, date à laquelle les héritiers vendirent le château à Esther Domangin, veuve du seigneur de Vigy.

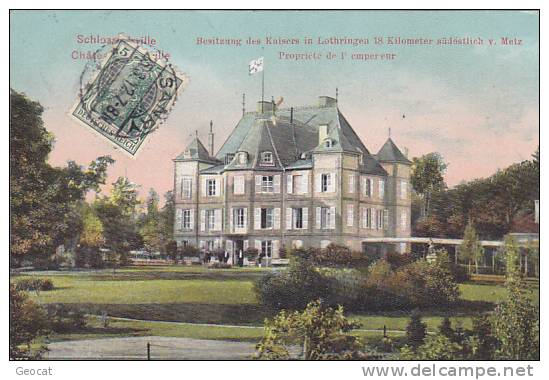
Face arrière du château, carte postale 1912

En 1754, il passa à Guillaume Othon, ancien colonel de cavalerie et chambellan du duc de Lorraine. En 1764, Urville change à nouveau de propriétaire : François-Louis Durant, major du régiment de la vieille marine-infanterie à Metz. Suivra François-Louis-Benoit-Charles-Pantaléon Durand, avocat général au parlement de Metz et maire. C'est sans doute également ce dernier qui aménagea le grand parc du château, classé en 1926. En 1808, ce dernier, ruiné, doit vendre le château au général Jean-Baptiste Semellé, baron d'Empire, qui y mourra le 25 janvier 1839. En 1813, pendant la campagne de France, le prince Guillaume de Prusse établit son quartier général au château lors de la coalition contre Napoléon 1er. En 1847, le château est sensiblement modifié par le baron Louis Sers ; celui-ci y ajoute la tour polygonale sur la face arrière et la terrasse avec balustrade sur la façade avant.
Pendant la guerre franco-prussienne, après les combats de Stiring, Napoléon III est résolu à livrer bataille sur la rive gauche de la Nied. Le maréchal Bazaine installe son QG au château d'Urville et y reçoit l’empereur le 10 août 1870, pendant que Pont-à-Chaussy est mis en état de défense. Le 13 août 1870, à la suite du retrait de l'armée française sur Borny, la 1re armée allemande se porte sur la Nied française et occupe le château. Lors du traité de Francfort, Urville est rattaché au nouvel Empire allemand.

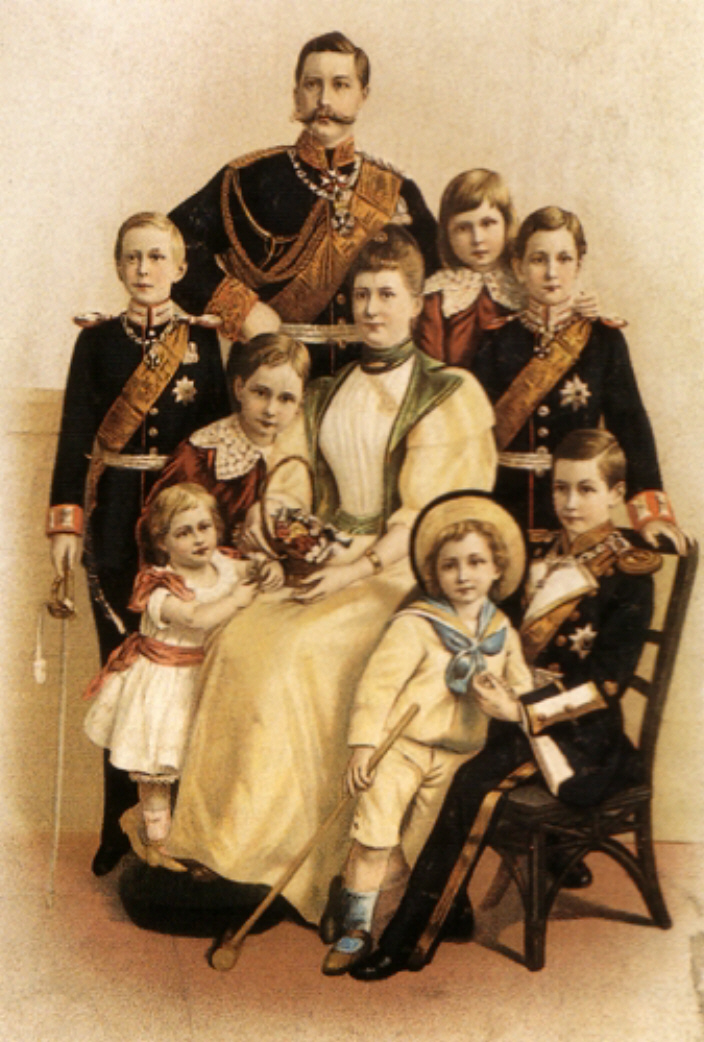
L'empereur, propriétaire du château de 1890 à 1918 et sa famille (1896)

En 1876, Romain Sendret, industriel corroyeur à Saint-Julien-lès-Metz et notamment fournisseur de l'armée française, racheta le château. Quelques années plus tard, il cherchait à le vendre. Profondément francophile, il était fermement décidé à ne le céder qu'à un Français bon teint. Il refusa toutes les propositions émanant d'un sujet du Reich. Croyant avoir trouvé un acquéreur correspondant à ses vœux, il signa l'acte de vente le 15 juillet 1890. Il se révéla que l'acquéreur servait de prête-nom à un sujet du Reich qui n'était autre que le Kaiser Guillaume II en personne. Le souverain, qui cherchait à se concilier les Lorrains, désirait un pied-à-terre où il pourrait loger lorsqu'il visitait le "Reichsland"[réf. souhaitée]. Guillaume II acheta également à leurs propriétaires la ferme des Mesnils qu'il intégra au domaine d'Urville. Confiée aux entreprises Heister et Becker de Metz, la restauration du château débuta en 1891.

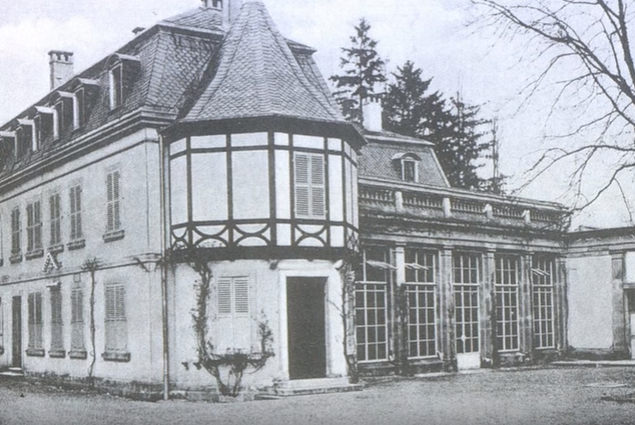
Ancienne Poste et Orangerie du domaine.

Tandis que l'intérieur est remanié et entièrement remeublé, l'extérieur de la propriété s'orne des armes impériales ; le souverain fait installer le téléphone, le télégraphe, puis l'éclairage électrique avec plus de 250 ampoules dans les bâtiments. À partir de 1894, en l'absence du souverain et moyennant un droit d'entrée, le château est ouvert aux visiteurs, lesquels ont également accès à partir de 1900 au bureau de poste installé dans l'actuelle infirmerie, à côté de l'orangerie.
En 1908, c'est le tour de l'archiduc-héritier d'Autriche-Hongrie François-Ferdinand, dont l'assassinat six ans plus tard provoquera la première guerre mondiale, d'être reçu au château à l'occasion des plus importantes manœuvres s'achevant à Courcelles. En 1913, à l'occasion du 25e anniversaire de l'avènement de l'empereur Guillaume II, on distribua aux élèves des classes de Courcelles-Chaussy le petit pain de l'empereur, Kaiser Wecken. 

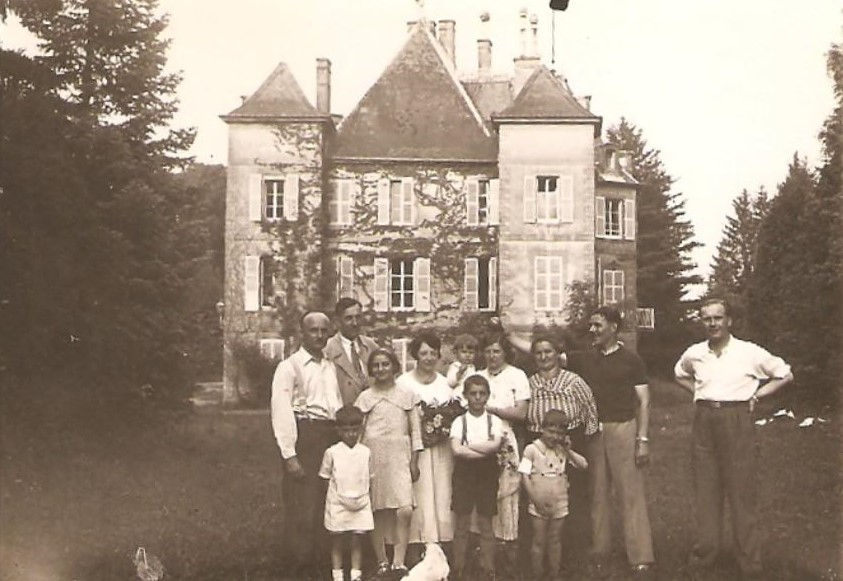
Camp de vacances pour les enfants des départements dévastés.

Entre 1914 et jusqu'au retour à la France en 1918, Urville reste allemand, plus de 300 hommes de troupe vivaient dans ce qui est aujourd'hui le centre de documentation. Le 15 novembre 1918, les troupes allemandes se replient du front et passent une dernière fois devant le château impérial d'Urville qui restera sous séquestre jusqu'en 1927. Après guerre, le château sert pendant un temps de colonie de vacances pour les enfants des départements dévastés de la Meuse, de la Marne, de l'Oise et du Pas-de-Calais.

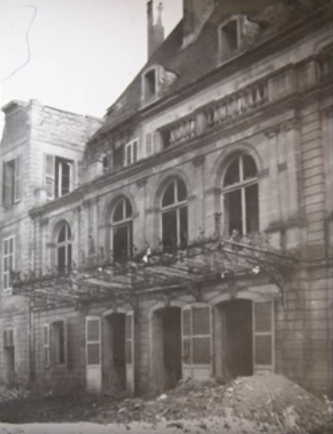
Le château après les bombardements américains.

Plus tard, un nommé Verlet, de Paris, s'en rend acquéreur et se ruine en y créant des appartements, dont beaucoup resteront inoccupés. La guerre de 1939-1945 devait avoir à Courcelles, comme d'ailleurs dans l'ensemble du département de la Moselle, un contrecoup douloureux. Durant la « drôle de guerre », la vie continue à peu près normalement, le village et le château se trouvant en arrière de la ligne Maginot et donc hors de la zone d'évacuation. Le château est alors le siège du QG du futur maréchal de Lattre de Tassigny. Le 22 juin 1940, l'armistice est signé en forêt de Compiègne. Le château redevient allemand, il sert d'hôpital militaire et abrite des groupements des Jeunesses hitlériennes.
Fortement endommagé en novembre 1944 à la suite d'un bombardement américain, le château devient dès 1945 propriété de l'État, qui l'affecta au ministère de l'Agriculture. Environ 225 hectares sont alors destinés à l'enseignement et à l'agriculture. L'école d'agriculture, dans les anciennes écuries impériales, aujourd'hui ateliers des formations paysage et agricole, devient une école régionale, puis en 1967 un lycée national agricole. Le château, réaménagé en 1979, abrite aujourd'hui les bureaux administratifs et un appartement.

## Aujourd'hui

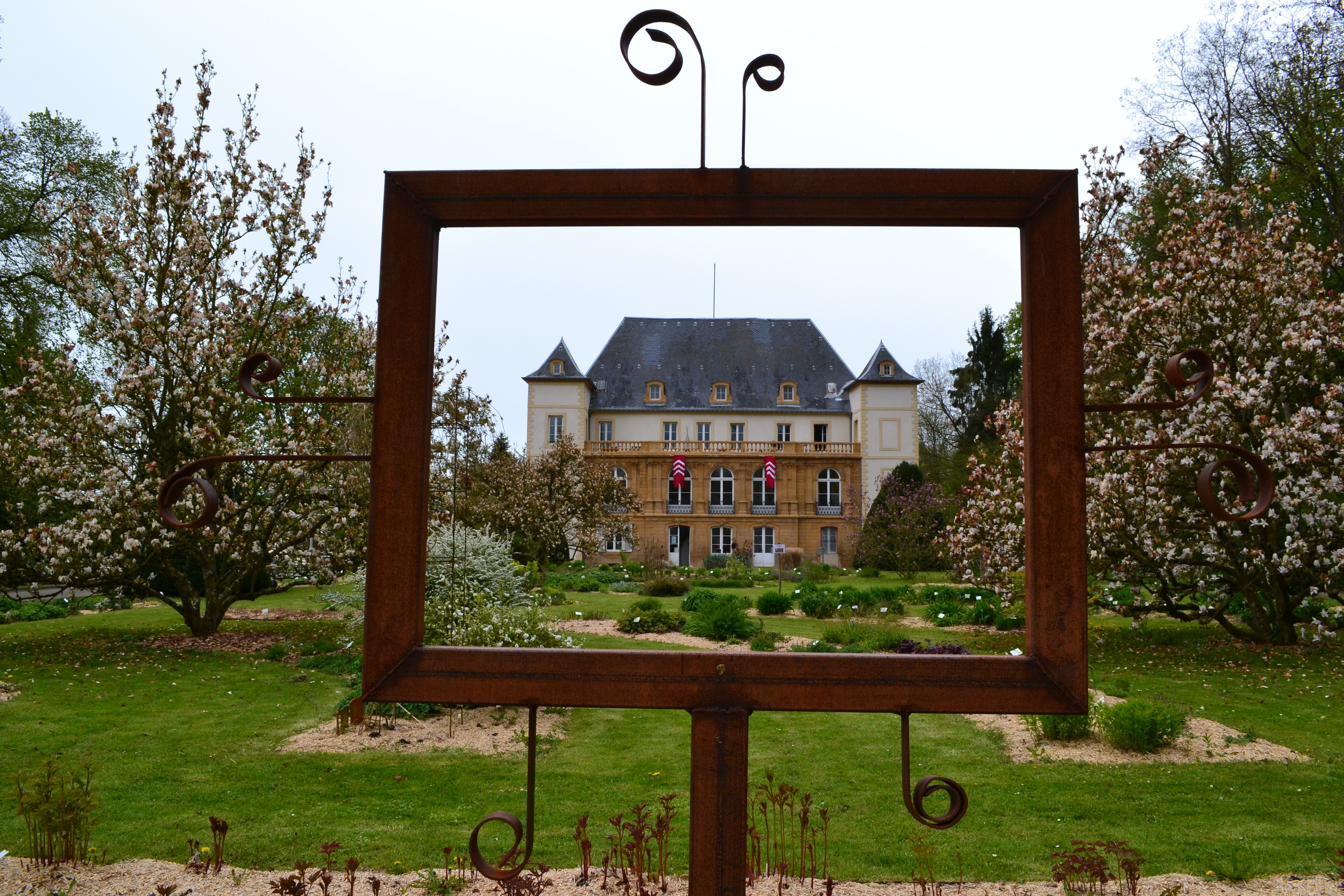
Art contemporain, devant les parterres du château.

Pôle de compétence régionale en Paysage, Agriculture et Environnement, l'Établissement Public Local d'Enseignement et de Formation Professionnelle Agricoles de Metz - Courcelles-Chaussy en Lorraine forme chaque année plus de 900 apprenants et 1000 professionnels en formations courtes. L'ensemble du personnel de la communauté éducative accueille jeunes et adultes dans trois centres de formation (lycée, CFA et CFPPA).

Depuis peu, une petite poignée d'anciens élèves et étudiants se sont attachés à mettre en avant l'histoire de ce site, et de sauvegarder les derniers vestiges du parc où avaient l'habitude de se promener l'impératrice Augusta Victoria en compagnie de l'empereur Guillaume II. L'association de sauvegarde du château d'Urville va ainsi permettre de poursuivre les travaux de recherche et de rénovation des vestiges de l'ancien domaine impérial d'Urville. 

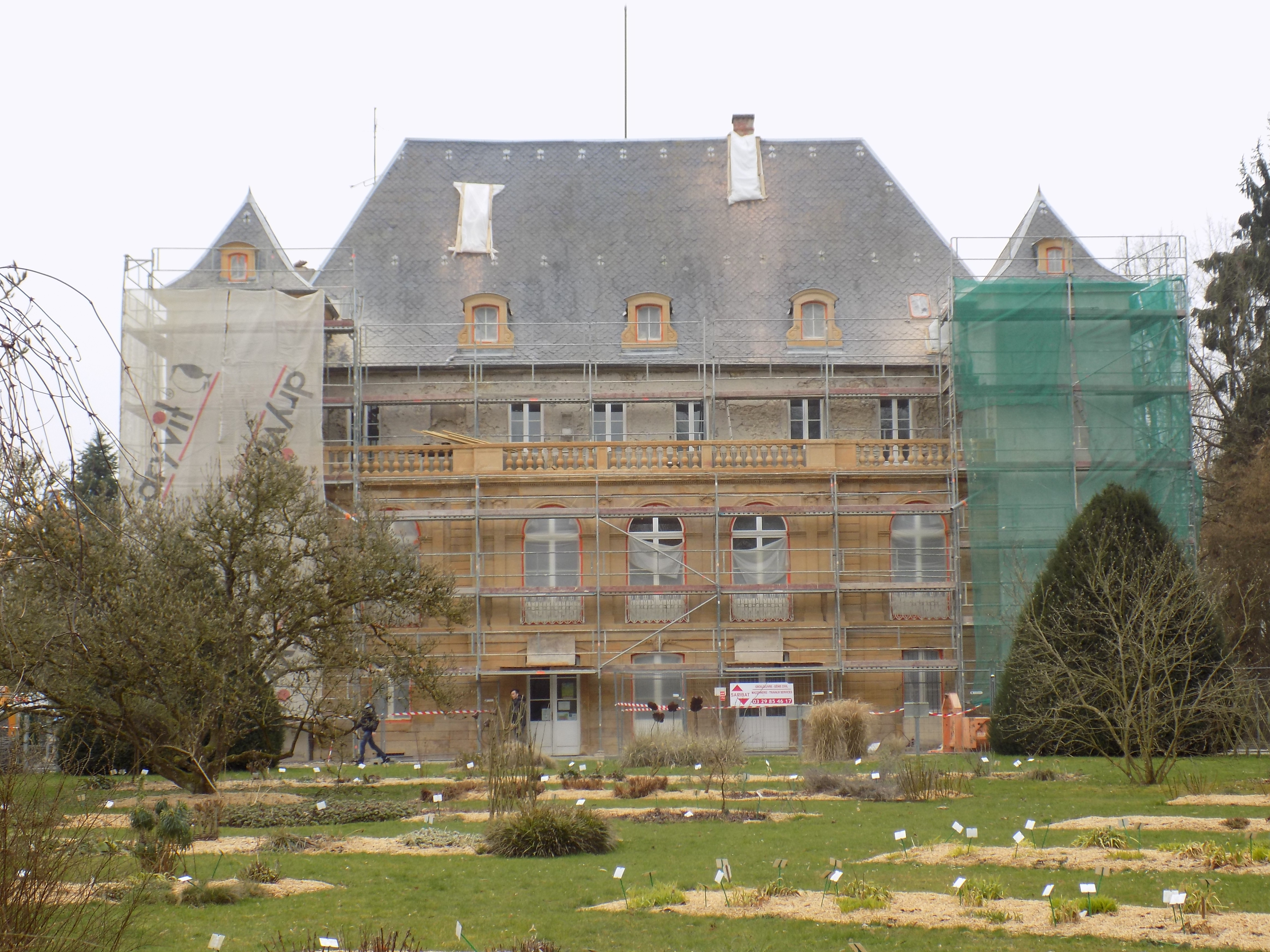
Rénovation du château, avril 2016.
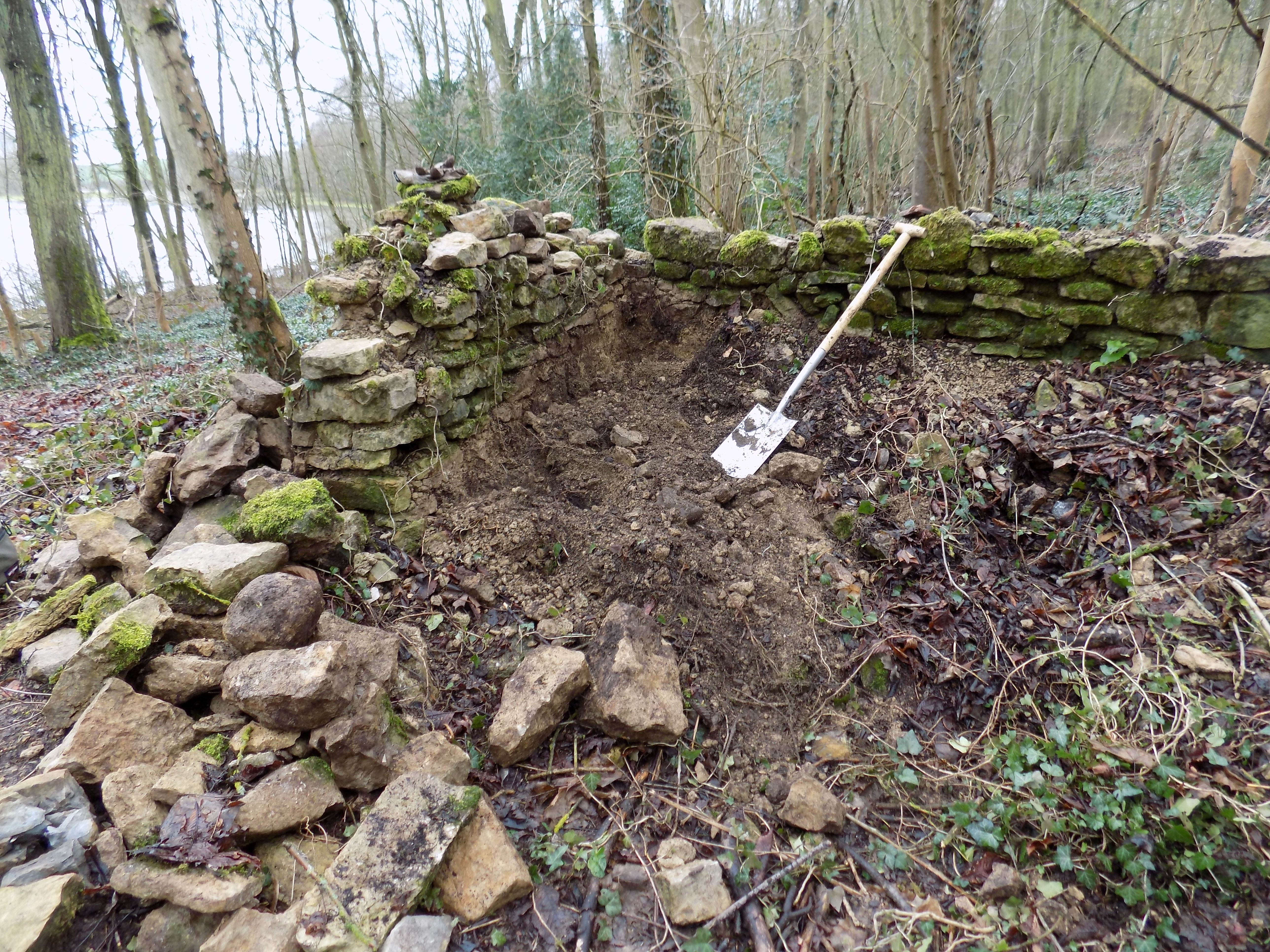
Mise au jour du local du jardinier dans le parc du château, février 2016.
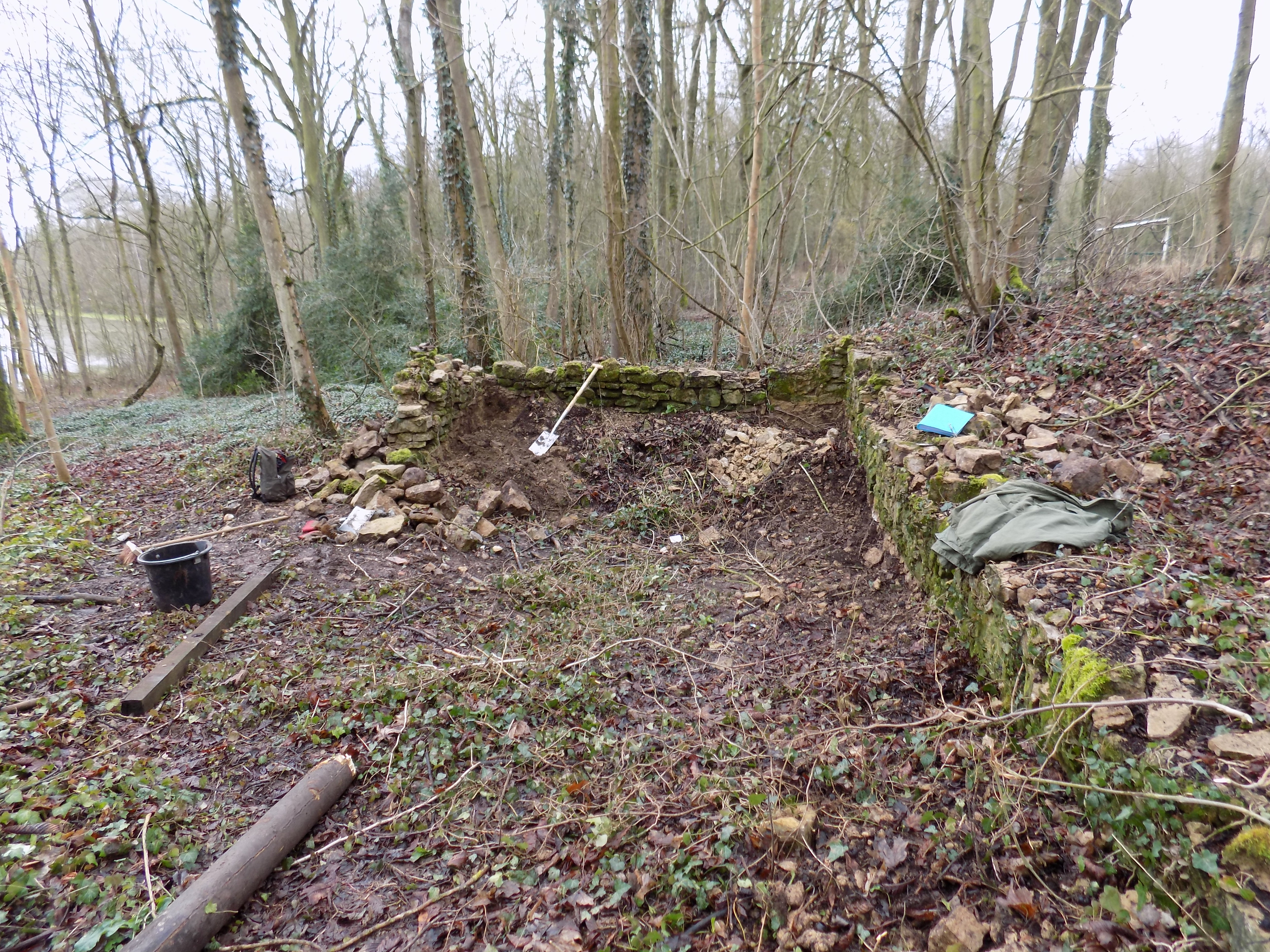
Mise au jour du local du jardinier dans le parc du château, février 2016.
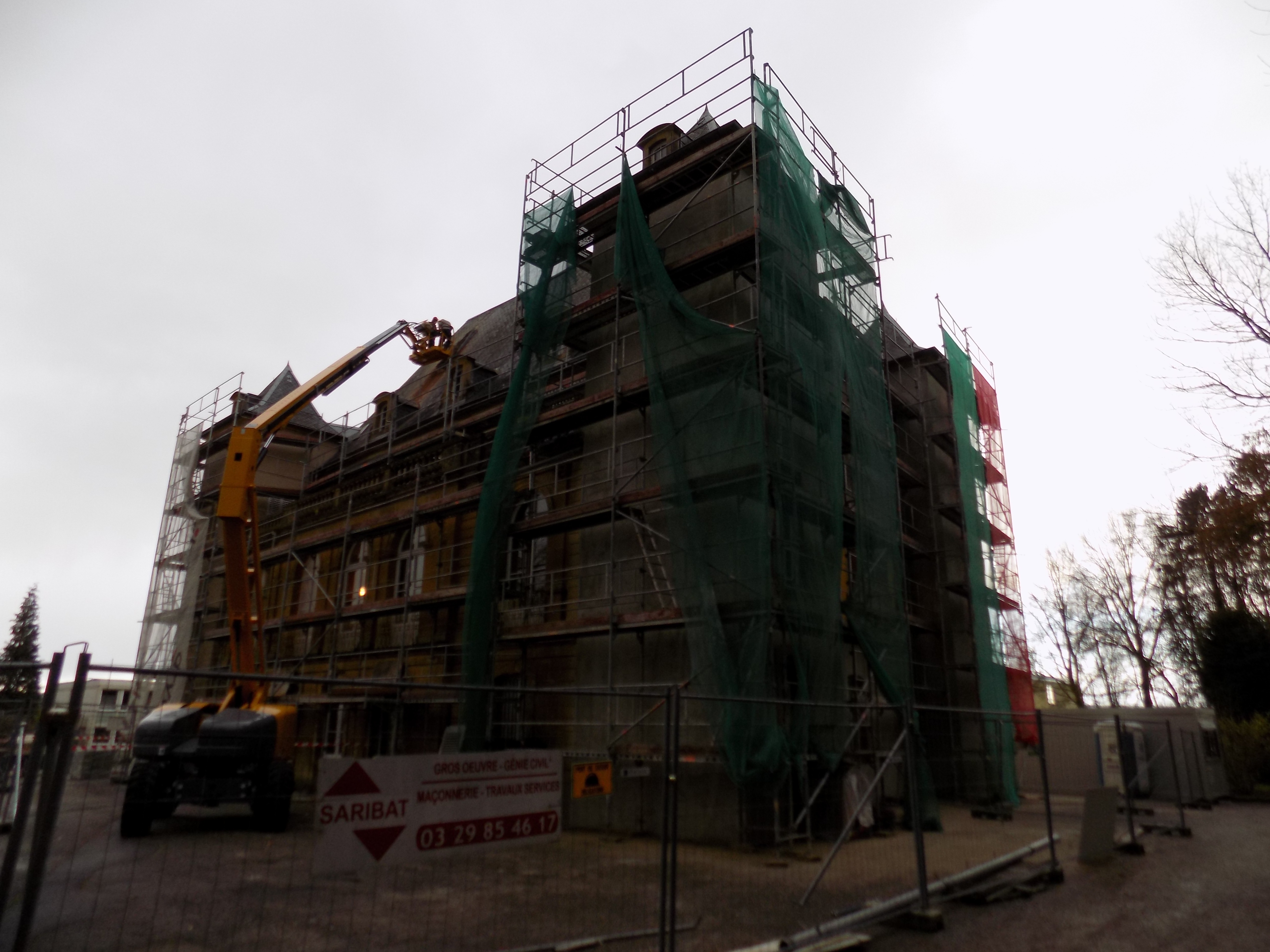
Rénovation du château, avril 2016.
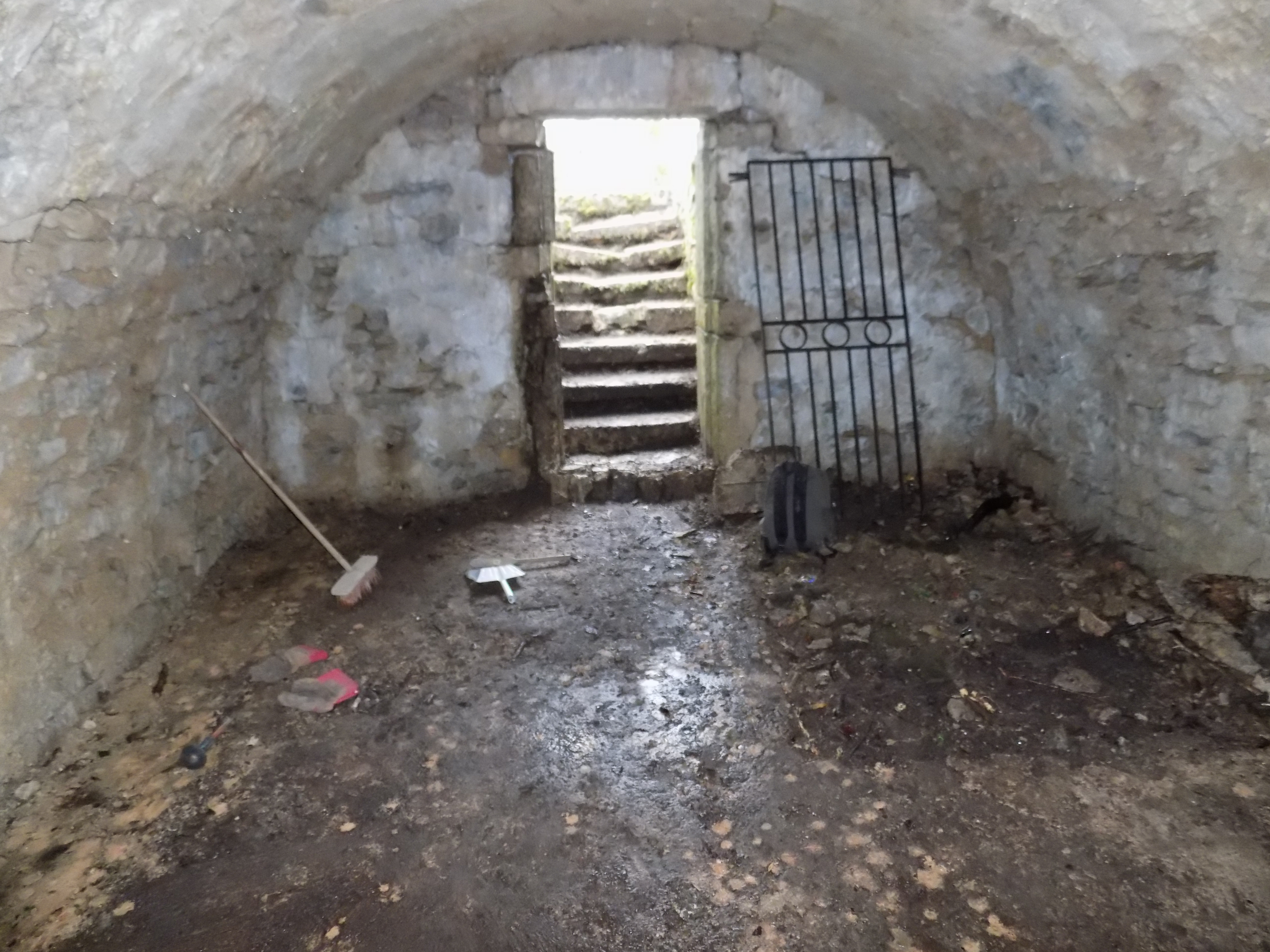
Nettoyage de la glacière du château, février 2016.

## Tourisme et culture

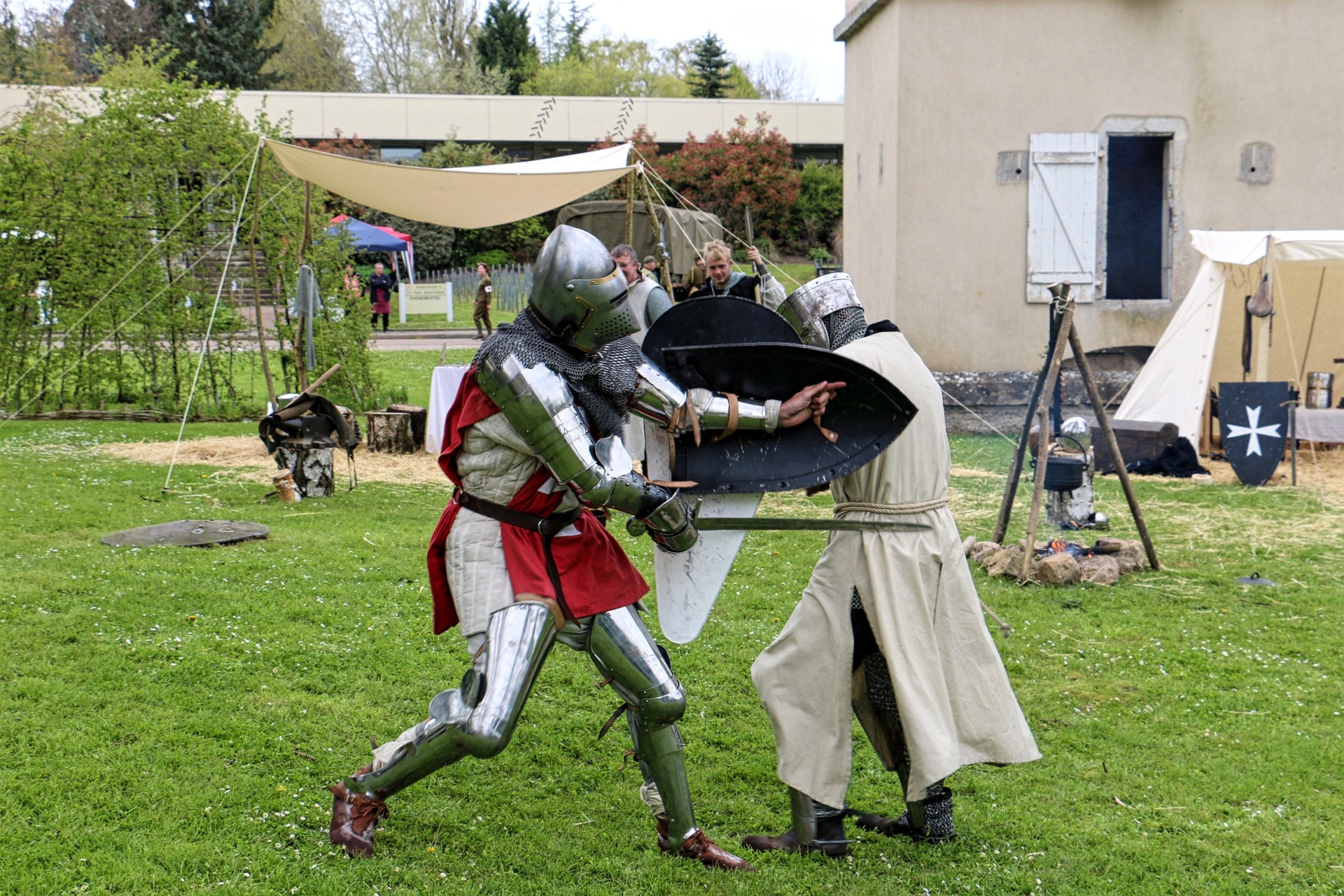
Combats médiévaux.

Le 30 avril 2016, le château a accueilli la première édition de l'événement « Urville à Travers les siècles ». Une centaine de bénévoles et reconstituants en tenue d'époque ont fait revivre 1000 ans d'histoire en l'espace d'une journée. "L'idée était d'avoir des reconstituants représentants chacun une époque ayant marqué l'histoire du site". Du Moyen Age à la Seconde guerre mondiale, reconstituants ou exposants, ce sont donc plusieurs associations et particuliers qui avaient répondu présents à l'événement (Casemates du Huberbusch, Ouvrage du Michelsberg, Fort aux Fresques, Horzion 14/18 les Eparges, Club lorrain de véhicules militaria alliées...). 

Le premier week-end de juin, la Société d'Horticulture de la Moselle et l'EPLEA organisent « Le Printemps d'Urville » qui permet de découvrir l'univers des jardins à travers expositions, ventes florales et promenades. Cette manifestation est une des plus importantes en Moselle : environ 90 exposants français et étrangers. 

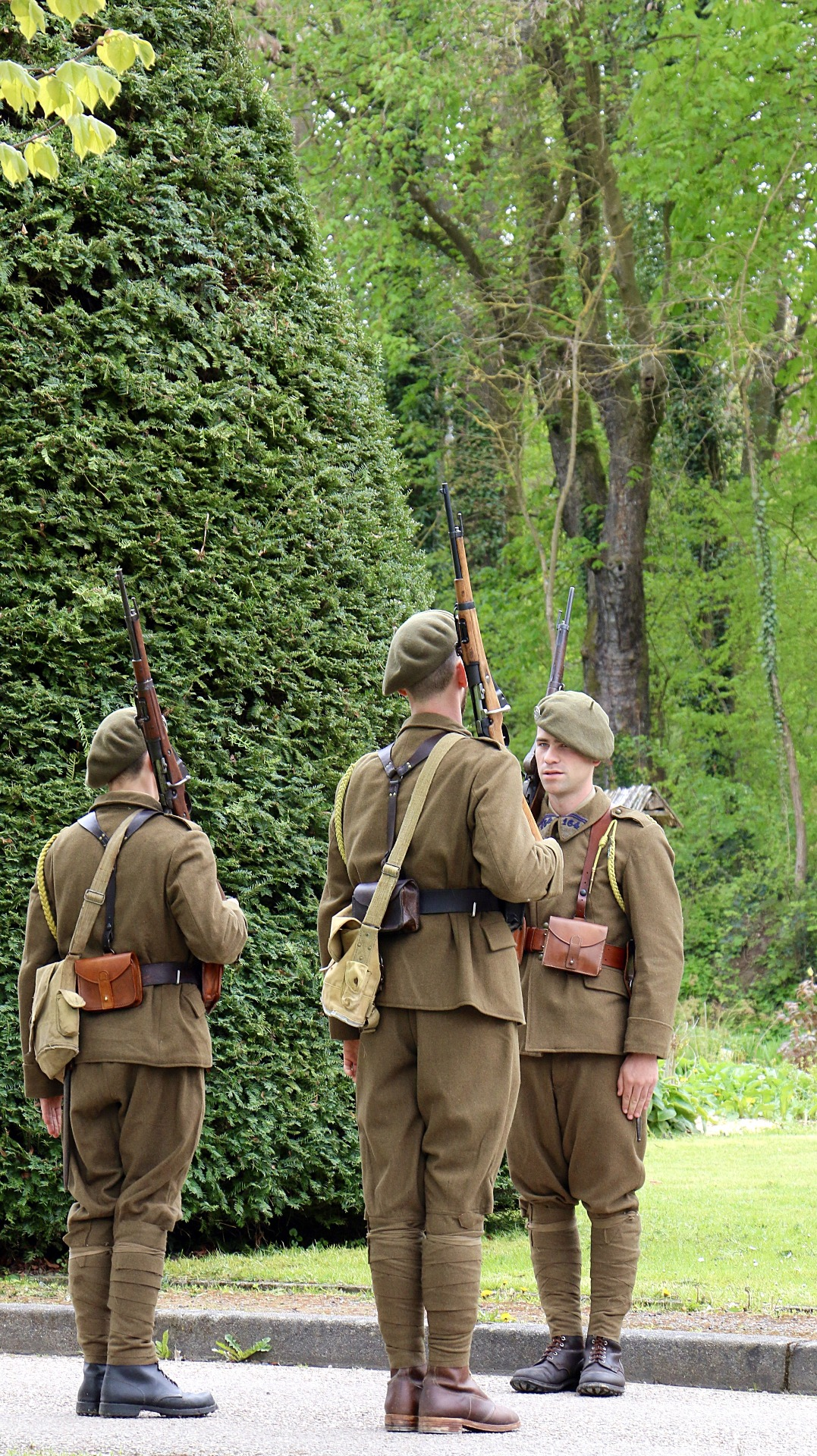
Association de sauvegarde des Casemates du Huberbusch.
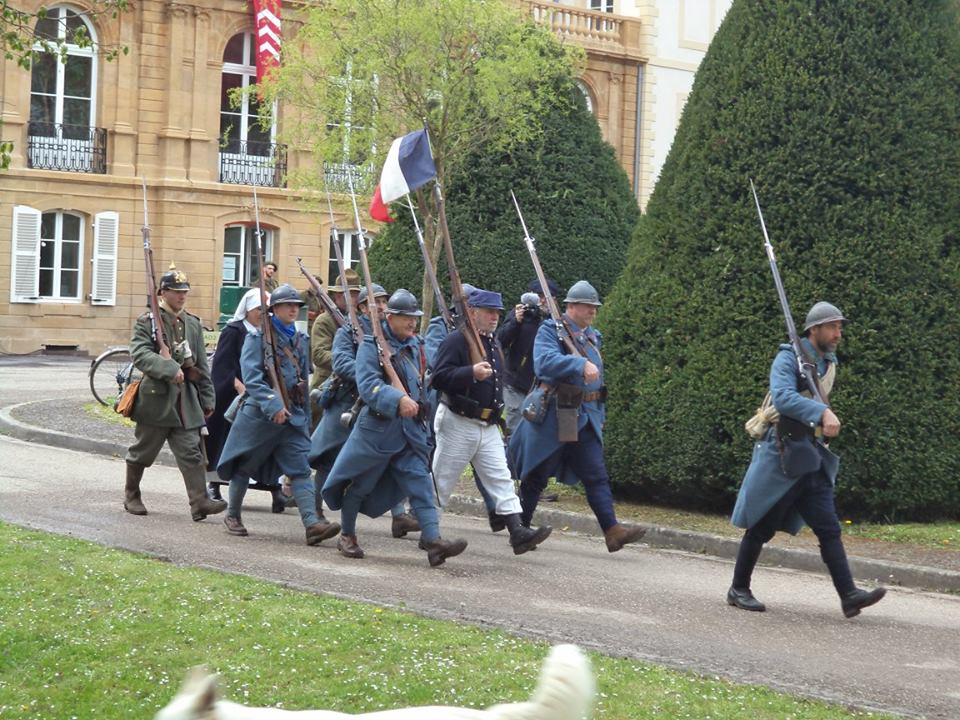
Horizon 14/18 les Eparges.
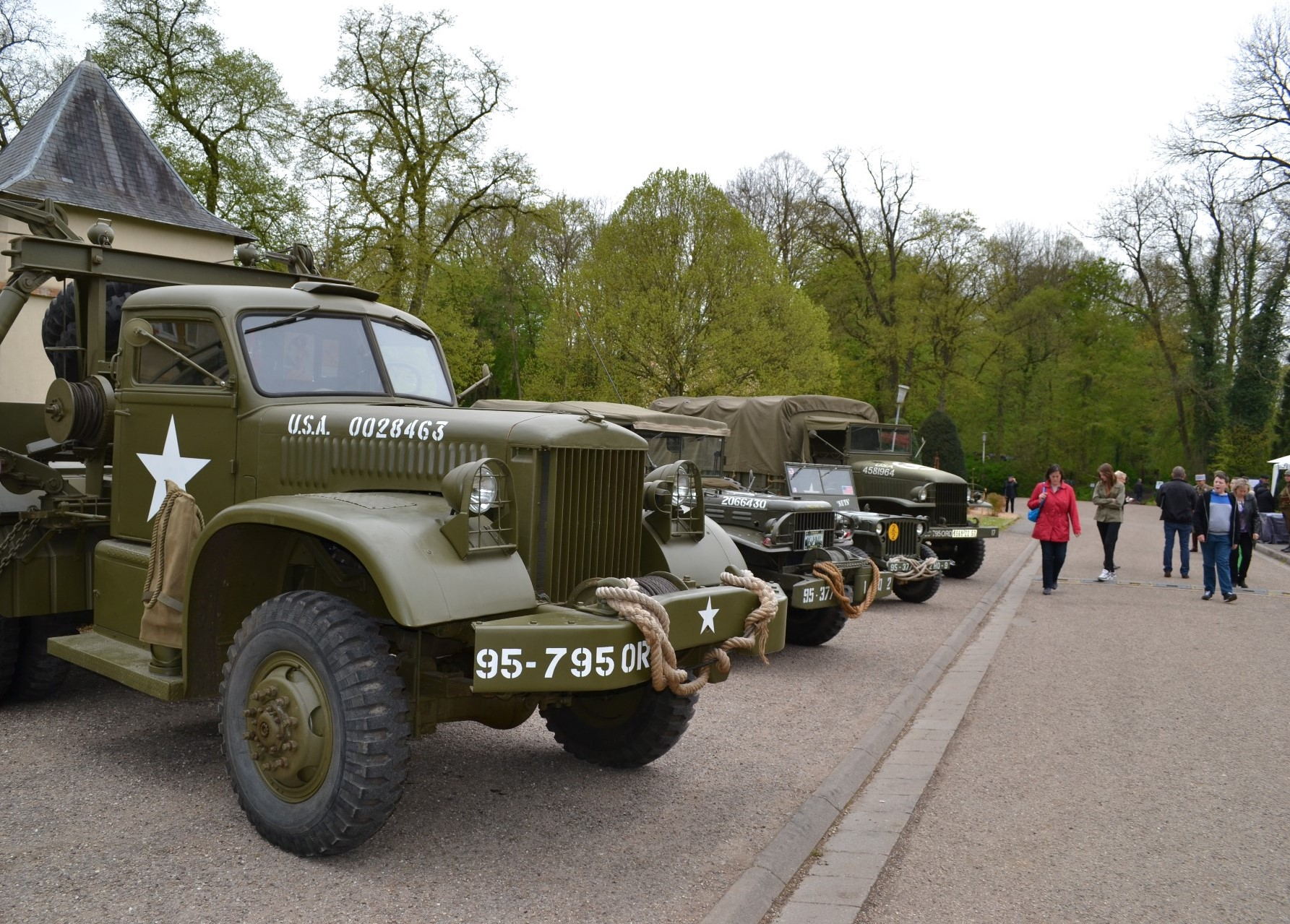
Le CLVMA.
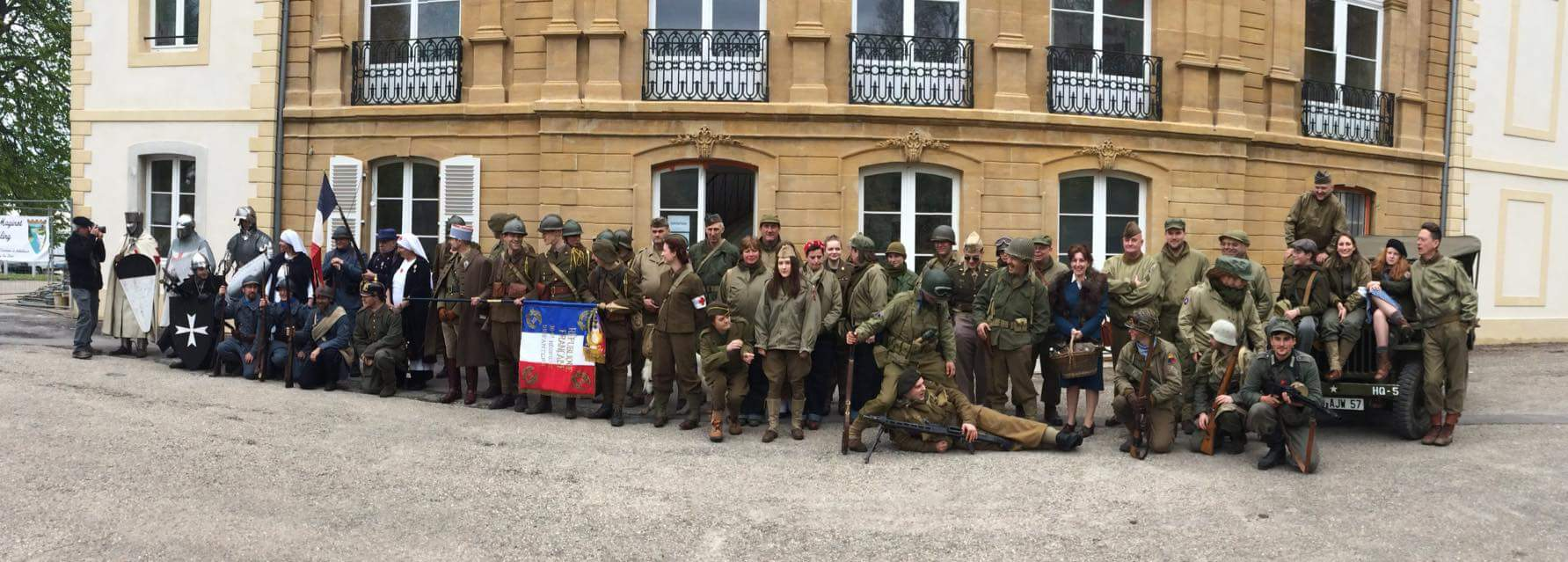
Rassemblement des associations devant le château.